# Czujka (Rosja)
Czujka (ros. Чуйка) – wieś w Rosji, w Republice Ałtaju, w rejonie turoczackim. W 2010 liczyła 99 mieszkańców.